# Brahim Abdoulaye
Brahim Daoud Abdoulaye (geb. 27. August 1970) ist ein ehemaliger tschadischer Sprinter.
Brahim Daoud Abdoulaye trat bei den Olympischen Sommerspielen 1996 in Atlanta im Wettbewerb über 200 m an. Er schied in den Vorläufen aus.